# Картказак
Картказак (укр. Картказак) — мыс на северо-западном побережье Крыма на территории Красноперкопского района. Вдаётся в  Чёрное море между Каркинитским (на юге) и Перекопским (на севере) заливами. Расположен западнее села Таврическое. 
С запада к мысу примыкает Каркинитский заказник. 
Мыс является частью Перекопского перешейка. На мысе расположена база отдыха, к которой ведёт дорога (покрытие — щебень, на мысе — без покрытия) из Таврического. Наивысшая точка местности — 0,8 м. На мысе расположены несколько небольших пересыхающих водоёмов и солончаки.
Береговая линия мыса пологая аккумулятивного типа. 